# Agapetus barang
Agapetus barang är en nattsländeart som beskrevs av Olah 1988. Agapetus barang ingår i släktet Agapetus och familjen stenhusnattsländor. Inga underarter finns listade i Catalogue of Life.